# Çanakkale (district)
Çanakkale is een Turks district in de provincie Çanakkale en telt 115.775 inwoners (2007). Het district heeft een oppervlakte van 937,8 km².
De bevolkingsontwikkeling van het district is weergegeven in onderstaande tabel.
| 1997   | 2000    | 2007    |
| ------ | ------- | ------- |
| 89.140 | 104.205 | 115.775 |